# MJ – Das Michael Jackson Musical

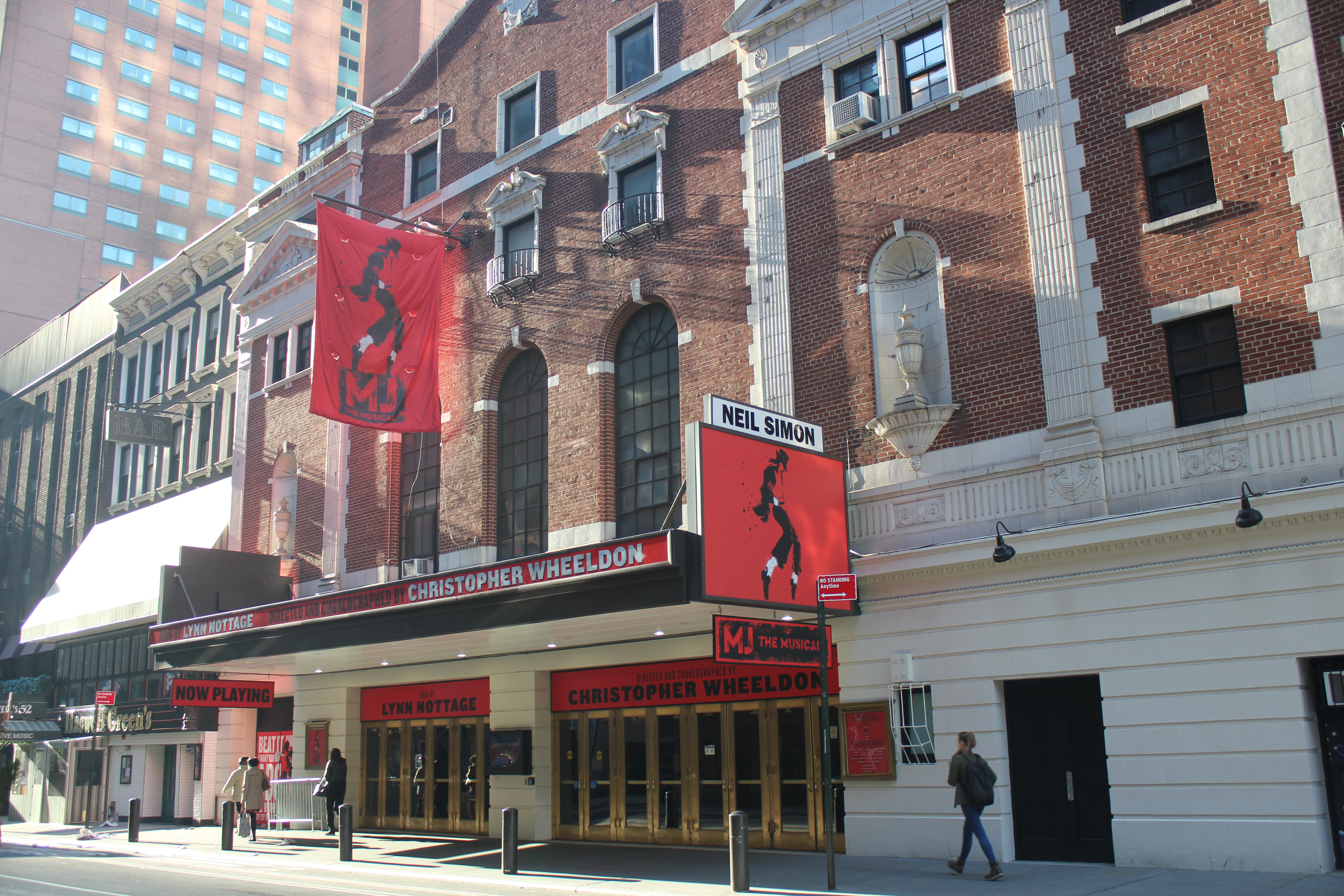
MJ im Neil Simon Theatre am Broadway

MJ – Das Michael Jackson Musical ist ein Jukebox-Musical, das auf Liedern des Sängers Michael Jackson basiert und im Februar 2022 auf dem Broadway seine Weltpremiere hatte. Das Buch stammt von der Pulitzer-Preisträgerin Lynn Nottage.
Im Mittelpunkt des Musicals steht die Entstehungsgeschichte von Jacksons Dangerous-Welttournee im Jahre 1992. Die Deutschlandpremiere fand im Dezember 2024 im Theater an der Elbe in Hamburg statt.

## Handlung
Das Musical spielt während Michael Jacksons Vorbereitungszeit zur Dangerous-Welttournee 1992.

## Titelliste
Hamburg
| Erster Akt - „Beat It“ – MJ, Ensemble - „Price of Fame“ – MJ, Rachel - „(Your Love Keeps Lifting Me) Higher and Higher“ / „Shout“ / „Papa’s Got a Brand New Bag“ / – (Tito Jackson / Quincy Jones), Ensemble - „Climb Ev'ry Mountain“ – Kleiner Michael - „The Love You Save“ / „I Want You Back“ / „ABC“ – Jermaine Jackson, Jackie Jackson, Tito Jackson, Kleiner Michael, Kleiner Marlon - „I'll Be There“ – MJ, Katherine Jackson, Kleiner Michael - „Don’t Stop ’Til You Get Enough“ / „Blame It on the Boogie“ / „Dancing Machine“ – MJ, Michael, Tito Jackson, Jermaine Jackson, Jackie Jackson, Marlon Jackson, Ensemble - „Stranger in Moscow“ – MJ - „You Can't Win“ – Michael, Berry Gordy, Ensemble - „I Can't Help It“ – Michael, Quincy Jones - „Keep the Faith“ – Michael, Quincy Jones - „Wanna Be Startin’ Somethin’“ – MJ, Michael, Ensemble - „Earth Song“ / „They Don't Care About Us“ – MJ, Ensemble | Zweiter Akt - „Billie Jean“ – MJ - „Smooth Criminal“ – MJ, Ensemble - „For the Love of Money“ / „Can You Feel It“ – MJ, Michael, Joseph Jackson, Katherine Jackson, Tito Jackson, Jermaine Jackson, Jackie Jackson, Marlon Jackson, Randy Jackson - „Keep the Faith (Reprise)“ – MJ, Rob, Ensemble - „She’s Out of My Life“ – MJ - „Jam“ – MJ, (Jermaine Jackson), Ensemble - „Human Nature“ – MJ, Rachel, Ensemble - „Bad“ / „2 Bad“ – MJ, Ensemble - „Price of Fame (Reprise)“ – MJ, Joseph Jackson - „Thriller“ – MJ, Joseph Jackson, Kleiner Michael, Ensemble - „Man in the Mirror“ – (gesamtes) Ensemble - „Jam (Reprise)“ / „Black or White“ / „Wanna Be Startin' Somethin' (Reprise)“ – (gesamtes) Ensemble |

## Inszenierung

### Vereinigte Staaten
Das Musical wurde im Juni 2018 angekündigt. Zwischen dem 29. Oktober und dem 1. Dezember 2019 fand ein Probelauf des Musicals im Nederlander Theatre in Chicago statt. Die Premiere von MJ the musical am Broadway war für Mitte 2020 geplant, wurde jedoch aufgrund der COVID-19-Pandemie verschoben. Die Hauptrolle hätte Ephraim Sykes übernehmen sollen. Nachdem die Premiere auf den 1. Februar 2022 verschoben wurde, ersetzte Myles Frost diesen in der Hauptrolle. Die Previews begannen am 6. Dezember 2021. Die Produktion wurde von Christopher Wheeldon inszeniert und choreografiert. Das Bühnenbild für die Produktion wurde von Derek McLane entworfen, die Kostüme stammen von Paul Tazewell. Im April 2023 wurde Frost von Elijah Johnson in der Hauptrolle abgelöst.
Das Musical avancierte sehr schnell zu einem Erfolg, obwohl die Kritiken durchwachsen waren, und spielte jede Woche durchschnittlich über eine Million US-Dollar ein. Bis September 2023 spielte MJ the Musical in 685 Aufführungen am Broadway rund 141,2 Millionen US-Dollar ein. Insgesamt haben 965.387 Zuschauern das Musical gesehen.

### Vereinigtes Königreich
Seit dem 6. März 2024 wird das Musical im Prince Edward Theatre am Londoner West End aufgeführt. Myles Frost übernahm bis Januar 2025 nach seiner Broadway-Performance erneut die titelgebende Hauptrolle. Jamaal Fields Green ersetzte Frost in der Rolle des MJ.

### Deutschland
Im September 2023 gab die Stage Entertainment GmbH bekannt, dass das Musical ab Herbst 2024 in Hamburg aufgeführt werden soll. Benét Monteiro wurde am 6. August 2024 als Erstbesetzung für die Hauptrolle „MJ“ bekanntgegeben. Die restliche Cast wurde am 30. September 2024 bekanntgegeben. Am 1. Dezember 2024 feierte das Musical im Theater an der Elbe mit Benét Monteiro in der Hauptrolle seine Premiere. In der deutschsprachigen Erstaufführung bleiben die Lieder im englischen Original, während die Dialoge ins Deutsche übersetzt wurden.

### Australien
Seit dem 8. März 2025 läuft MJ im Lyric Theatre in Sydney. Roman Banks spielt in der australischen Erstaufführung die Hauptrolle.

## Besetzung
| Rolle                       | Premieren-Besetzung     | Premieren-Besetzung     | Premieren-Besetzung          | Premieren-Besetzung   |
| Rolle                       | New York City           | London                  | Sydney                       | Hamburg               |
| --------------------------- | ----------------------- | ----------------------- | ---------------------------- | --------------------- |
| MJ                          | Myles Frost             | Myles Frost             | Roman Banks                  | Benét Monteiro        |
| Michael                     | Tavon Olds-Sample       | Mitchell Zhangazha      | Liam Damons                  | Prince Damien         |
| Rob / Joseph Jackson        | Quentin Earl Darrington | Ashley Zhangazha        | Derrick Davis                | David Hughey          |
| Rachel                      | Whitney Bashor          | Philippa Stefani        | Penny McNamee                | Eve Rades             |
| Kate / Katherine Jackson    | Ayana George            | Phebe Edwards           | Josslynn Hlenti Afoa         | Jessica Mears         |
| Tito Jackson / Quincy Jones | Apollo Levine           | Rohan Pinnock-Hamilton  | Conlon Bonner                | DNPRI                 |
| Nick / Berry Gordy          | Antoine L. Smith        | Matt Mills              | Wonza Johnson                | Perci Moeketsi        |
| Alejandro                   | Gabriel Ruíz            | Matt Gonsalves          | Yashith Fernando             | Pedro Reichert        |
| Dave                        | Joey Sorge              | Jon Tsouras             | Tim Wright                   | Mario Gremlich        |
| Ensemble / Jermaine Jackson | Lamont Walker II        | Simeon Montague         | Loredo Malcolm               | William Baugh         |
| Ensemble / Jackie Jackson   | John Edwards            | Tavio Wright            | Kyle Kavully                 | Prince Orji           |
| Ensemble / Marlon Jackson   | Zelig Williams          | Toyan Thomas-Browne     | Xavier Gibson                | Rafael Portela        |
| Ensemble / Randy Jackson    | Raymond Baynard         | Aden Dzuda              | G Madison IV                 | Caleaf Henson         |
| Ensemble / Astaire          | Kyle Robinson           | Spencer Darlaston-Jones | Liam Costello                | Daniel Vliek          |
| Ensemble / Fosse            | Ryan VanDenBoom         | Taylor Walker           | Fletcher O‘Leary             | Roberto Vai           |
| Ensemble / Suzanne          | Carina-Kay Louchiey     | Milan Cacacie           | Martha Berhane               | Zoë van Zadelhoff     |
| Ensemble / Fan Girl         | Kali May Grinder        | Charlotte-Kate Warren   | Brittany Page                | Lea-Katharina Krebs   |
| Ensemble / L.A. Girl        | Michelle Mercedes       | Marie Finlayson         | Iris Wei                     | Adrianna Patłaszyńska |
| Cover MJ                    | Aramie Payton           | Kieran Alleyne          | Ceeko                        | OXA                   |
| Cover MJ                    | Lamont Walker II        | Kwamé Kandekore         | Ilario Grant                 | Jay Karim-Jonker      |
| Cover MJ                    | Darius Wright           |                         | Albanus Terry Strickland II  |                       |
| Swings                      | Wonza Johnson           | Derek Aidoo             | Beth Appiah Cain             | Gee‘rald              |
| Swings                      | Oyoyo Joi               | Morgan Baulch           | Shewit Belay                 | Vic Anthony           |
| Swings                      | Renni Anthony Magee     | Hanna Dimtsu            | Eric Allen Boyd              | Naomi Dundas          |
| Swings                      | Aaron James McKenzie    | Christopher Gopaul      | Charlie Bryant               | Timna Engelmayer      |
| Swings                      | Ramone Nelson           | Kalisha Johnson         | David L. Murray Jr.          | Lee Anne Hierzer      |
| Swings                      | Kamille Upshaw          | Grace Kanyamibwa        | Sebaga Neumann               | OJ Lynch              |
| Swings                      |                         | Travis Kerry            | Coby Njoroge                 | Léo Maindron          |
| Swings                      | Dianté Lodge            | Warren Nolan Jr.        | Rob "Krucible" Marshall      |                       |
| Swings                      | George Ross             | Dustin Praylow          | Jean Pierre Ozuna De La Cruz |                       |
| Swings                      | Lydia Sterling          | Tigist Strode           | Gyman Reeb                   |                       |
| Swings                      |                         | Noey Viereck            |                              |                       |

## Aufführungen
| Land                   | Aufführungsort | Premiere         | Dernière   | Theater               |
| ---------------------- | -------------- | ---------------- | ---------- | --------------------- |
| Vereinigte Staaten     | New York City  | 1. Februar 2022  | noch offen | Neil Simon Theatre    |
| Vereinigte Staaten     | Tournee        | 1. August 2023   | noch offen | diverse               |
| Kanada                 | Tournee        | 1. August 2023   | noch offen | diverse               |
| Vereinigtes Königreich | London         | 6. März 2024     | noch offen | Prince Edward Theatre |
| Deutschland            | Hamburg        | 1. Dezember 2024 | noch offen | Theater an der Elbe   |
| Australien             | Sydney         | 8. März 2025     | noch offen | Lyric Theatre         |

## Soundtrack
Am 15. Juli 2022 erschien der Soundtrack mit der Original-Besetzung der Broadway-Produktion. Dieser wurde 2023 in der Kategorie Bestes Musical-Theater-Album nominiert.